# Vepriai
Vepriai è una città nel distretto municipale di Ukmergė (in lituano Ukmergės rajono savivaldybė), in Lituania, posta a 18 km da Ukmergė.
È situata in prossimità del centro del cratere di Vepriai, il più grande dei due crateri meteoritici scoperti in Lituania.